# Maestranza Aérea de Madrid
La Maestranza Aérea de Madrid (MAESMA) es una instalación militar ubicada en la Base Aérea de Cuatro Vientos, Madrid, encargada del mantenimiento y revisión de aeronaves del Ejército del Aire y del Espacio. Su objetivo principal es garantizar la operatividad y seguridad de las aeronaves de la fuerza aérea mediante el mantenimiento y la certificación de aeronavegabilidad. Junto con la Maestranza de Albacete y la Maestranza de Sevilla, forma parte de la estructura logística esencial del Ejército del Aire y del Espacio.

## Historia

### Fundaciones y primeros años (1911-1940)
La Maestranza Aérea de Madrid, ubicada en la Base Aérea de Cuatro Vientos en Madrid, fue oficialmente constituida en 1940. Sin embargo, las instalaciones ya funcionaban desde 1911 como talleres de mantenimiento para las primeras aeronaves militares de España, en el marco de la primera base aérea establecida en el país.
En estos primeros años, los talleres de Cuatro Vientos desempeñaron un rol crucial en el mantenimiento de aviones pioneros como el Blériot XI, el cual fue fundamental en las primeras misiones de entrenamiento y reconocimiento en la aviación militar española. Este modelo, conocido por su éxito en vuelos internacionales, requería un mantenimiento especializado debido a su estructura ligera y su motor rotativo, siendo Cuatro Vientos uno de los pocos lugares con capacidad para atender estas necesidades.
Durante la Guerra Civil Española (1936-1939), la Maestranza tuvo un papel esencial en la reparación de aviones de combate empleados en ambos bandos del conflicto. Entre los modelos más destacados se encontraban el Heinkel He 51, un caza biplano alemán utilizado inicialmente por la Legión Cóndor, el Fiat CR.32, un caza italiano ampliamente usado en misiones de combate, y el Polikarpov I-15, conocido por su maniobrabilidad en combate. La Maestranza se especializó en reparaciones de motor y fuselaje, fundamentales para mantener la operatividad de estos modelos en condiciones de combate.
Con la creación oficial del Ejército del Aire en 1940, la Maestranza en Cuatro Vientos experimentó una reorganización significativa. Esta transformación permitió a las instalaciones adaptarse a la reparación y mantenimiento de aeronaves más complejas y con mayores requerimientos técnicos, como el bombardero Heinkel He 111 y el cazabombardero Fiat CR.32. La Maestranza asumió labores detalladas en sistemas de motores y armamento, estableciendo un rol fundamental en el soporte logístico y operativo de la flota militar española durante la posguerra.

### Años de posguerra y consolidación (1940-1960)
Después de la Guerra Civil Española, la Maestranza Aérea de Madrid concentró sus esfuerzos en la reparación y mantenimiento de las aeronaves que habían sido empleadas durante el conflicto. Entre las principales aeronaves bajo su cuidado estaba el Heinkel He 111, que continuaba siendo un pilar de la flota de bombardeo española debido a su capacidad y fiabilidad. Además, el Fiat CR.32, un caza ligero ampliamente utilizado en combate durante la guerra, requería una atención constante en los talleres de Cuatro Vientos para prolongar su operatividad en la posguerra.
Con el crecimiento de la industria aeronáutica en España, especialmente con Construcciones Aeronáuticas S.A. (CASA), la Maestranza comenzó a prestar soporte a modelos nacionales como el CASA 2.111, una versión modificada y fabricada localmente del Heinkel He 111. Este modelo fue utilizado tanto en misiones de transporte como de bombardeo ligero, lo que requirió que la Maestranza desarrollara y mantuviera capacidades especializadas para su mantenimiento, adaptándose a las especificaciones técnicas que lo diferenciaban del modelo original alemán.
En la década de 1950, la Maestranza vivió una modernización significativa con la llegada de nuevas tecnologías. La introducción de motores a reacción en la aviación militar española exigió la implementación de sistemas de calibración avanzados y bancos de pruebas especializados en Cuatro Vientos. Estas innovaciones fueron clave para el mantenimiento del Hispano Aviación HA-200 Saeta, el primer avión de reacción diseñado en España, desarrollado en colaboración con el ingeniero alemán Willy Messerschmitt. La capacidad de la Maestranza para adaptar sus procesos a los nuevos requisitos técnicos posicionó a Cuatro Vientos como un referente en el mantenimiento de aeronaves a reacción en el país, reflejando su rol estratégico en la consolidación de la industria aeronáutica española en la era de la posguerra.

### Expansión y modernización (1960-1980)
Durante las décadas de 1960 y 1970, en el contexto de la Guerra Fría, la Maestranza Aérea de Madrid experimentó una expansión significativa en sus capacidades técnicas y operativas para adaptarse a las nuevas demandas de la aviación militar española. Uno de los principales retos fue asumir el mantenimiento de aeronaves extranjeras de alta tecnología, como el F-4 Phantom II, un caza de combate de gran capacidad con sistemas avanzados de radar y armamento, y el Lockheed T-33, un avión de entrenamiento a reacción utilizado para la formación de pilotos en maniobras de alta velocidad y tecnología de reacción.
Para adaptarse a las complejidades de estos nuevos modelos, la Maestranza implementó laboratorios especializados en diagnóstico y calibración electrónica. Estos laboratorios permitieron la verificación y mantenimiento de sistemas de radar, navegación y comunicación, áreas cruciales para el rendimiento del F-4 Phantom II en operaciones de defensa y ataque. Asimismo, el mantenimiento de los motores y sistemas de vuelo del Lockheed T-33 impulsó la adopción de tecnologías avanzadas de análisis de rendimiento y pruebas de seguridad que consolidaron la posición de la Maestranza como un centro avanzado de soporte logístico para la aviación militar.
Durante este período, la Maestranza también comenzó a colaborar estrechamente con las fuerzas de la OTAN, proporcionando apoyo a la flota aliada estacionada en España. Esta colaboración requirió la adecuación de las instalaciones para cumplir con los estándares internacionales de mantenimiento y seguridad exigidos por la organización, en especial para aeronaves de patrullaje y defensa aérea. La implementación de sistemas de diagnóstico electrónico permitió realizar inspecciones más precisas y detalladas, reforzando su rol como un recurso clave en el mantenimiento de las aeronaves de la OTAN en España.
Además, la Maestranza incorporó técnicas de mantenimiento preventivo y mantenimiento correctivo en sus prácticas, optimizando los tiempos de respuesta y la disponibilidad de las aeronaves para operaciones continuas. Estos avances en infraestructura y metodología sentaron las bases para que la Maestranza de Madrid se convirtiera en un pilar de soporte logístico no solo para el Ejército del Aire español, sino también en el marco de la cooperación militar con aliados internacionales.

### Era moderna y digitalización (1980-presente)
Desde los años 80, la Maestranza Aérea de Madrid ha evolucionado en paralelo con los avances tecnológicos de la aviación militar. Con la llegada de aeronaves de última generación, como el Eurofighter Typhoon, un caza multifuncional de gran complejidad, y el Airbus A400M Atlas, un avión de transporte militar avanzado, la Maestranza ha incorporado tecnologías digitales y de inteligencia artificial para optimizar los procesos de diagnóstico y mantenimiento. Estos aviones requieren procedimientos de mantenimiento preventivo digitalizado y la certificación de aeronavegabilidad avanzada, lo cual ha sido posible gracias a la inversión en sistemas de análisis y detección de fallos asistidos por IA.
La Maestranza también desempeña un papel fundamental en la certificación y mantenimiento de sistemas de armas en colaboración con la Base Naval de Rota. Esta colaboración asegura la operatividad de plataformas esenciales de transporte y combate, contribuyendo a la preparación y seguridad del Ejército del Aire y del Espacio. Este trabajo en Rota incluye la revisión de sistemas de navegación y de armamento, donde se aplican protocolos de verificación minuciosa para mantener la efectividad de las aeronaves en operaciones de defensa nacional e internacional.
Además de su enfoque en la tecnología moderna, la Maestranza también contribuye a la preservación del patrimonio histórico aeronáutico español. En colaboración con la Fundación Infante de Orleans, participa en la restauración de aviones históricos como el Breguet XIX y el Junkers Ju 52, que desempeñaron un papel importante en la historia de la aviación española. Estos aviones restaurados se exhiben en eventos públicos y museos, promoviendo el legado de la aviación en España y permitiendo que el público aprecie la evolución tecnológica desde los primeros modelos hasta las aeronaves contemporáneas.
En los últimos años, la Maestranza ha integrado tecnologías de análisis de datos en tiempo real y técnicas de simulación para anticipar necesidades de mantenimiento y prever posibles fallos. Estos sistemas digitales permiten una gestión de mantenimiento más precisa, asegurando que las aeronaves estén en condiciones óptimas y aumentando la disponibilidad operativa en un entorno cada vez más exigente. Esta transformación digital ha convertido a la Maestranza en un referente en el ámbito de la logística y el mantenimiento militar en España.